# Mecó
Mecó (en grec antic Μήκων, ωνος Mḗkо̄n о̄nos, que significa «rosella») a la mitologia grega, era un bell  jove atenès, estimat per la deessa Demèter que es va transformar en rosella.

## Mitologia
El polit Mecó es va convertir en l'amant de la deessa agrícola Demèter. En algun moment es va transformar en una flor de rosella per a la seva pròpia conservació. Demèter estava molt associada amb les roselles, la flor vista com un dels seus símbols.